# جابي روت
جابي روت (بالألمانية: Gabi Roth)‏ هي منافسة ألعاب القوى ألمانية، ولدت في 8 مايو 1967 في Brombach ‏ في ألمانيا.

## وصلات خارجية
- جابي روث على موقع الاتحاد الدولي لألعاب القوى (الإنجليزية)
- جابي روث على موقع اللجنة الأولمبية الدولية (الإنجليزية)
- جابي روث على موقع أوليمبيديا (الإنجليزية)